# Le Samyn 2022
La 54.ª edición de la competición ciclista Le Samyn 2022 fue una carrera ciclista disputada el 1 de marzo de 2022 en Bélgica, sobre un recorrido de 209 km con inicio en la localidad de Quaregnon y final en Dour.

## Equipos participantes
Tomaron parte en la carrera 25 equipos: 11 de categoría UCI WorldTeam, 8 de categoría UCI ProTeam y 6 de categoría Continental. Formaron así un pelotón de 165 ciclistas de los que acabaron 116. Los equipos participantes fueron:
| WorldTeams (11)- AG2R Citroën Team - Bora-Hansgrohe - Cofidis - Intermarché-Wanty-Gobert Matériaux - Israel-Premier Tech - Jumbo-Visma - Lotto-Soudal - Quick-Step Alpha Vinyl - Team DSM - Trek-Segafredo - UAE Team Emirates ProTeams (8)- Alpecin-Fenix - B&B Hotels-KTM - Bingoal Pauwels Sauces WB - Human Powered Health - Sport Vlaanderen-Baloise - Arkéa-Samsic - TotalEnergies - Uno-X Pro Cycling Team Equipos continentales (6)- BEAT Cycling - Groupama-FDJ Continental - Go Sport-Roubaix Lille Métropole - Leopard Pro Cycling - Minerva Cycling Team - Tarteletto-Isorex |
| |

## Clasificación final
- La clasificación finalizó de la siguiente forma:[3]

| \| Clasificación general \| Clasificación general \| Clasificación general \| Clasificación general \| Clasificación general \| \| Ciclista \| Ciclista \| Equipo \| Tiempo \| \| \| --------------------- \| --------------------- \| ---------------------------------- \| --------------------- \| --------------------- \| \| 1.º \| Matteo Trentin \| UAE Team Emirates \| 4 h 49 min 29 s \| \| \| 2.º \| Hugo Hofstetter \| Arkéa-Samsic \| + 0 s \| \| \| 3.º \| Dries De Bondt \| Alpecin-Fenix \| + 0 s \| \| \| 4.º \| Stan Dewulf \| AG2R Citroën Team \| + 0 s \| \| \| 5.º \| Loïc Vliegen \| Intermarché-Wanty-Gobert Matériaux \| + 0 s \| \| \| 6.º \| Victor Campenaerts \| Lotto-Soudal \| + 0 s \| \| \| 7.º \| Dries Van Gestel \| TotalEnergies \| + 0 s \| \| \| 8.º \| Bert Van Lerberghe \| Quick-Step Alpha Vinyl \| + 0 s \| \| \| 9.º \| Rasmus Tiller \| Uno-X Pro Cycling Team \| + 4 s \| \| \| 10.º \| Arnaud De Lie \| Lotto-Soudal \| + 4 s \| \| |                    |                                    |                 |
| |                    |                                    |                 |
| Fuente: ProCyclingStats |                    |                                    |                 |
| Clasificación general |                    |                                    |                 |
| Ciclista | Ciclista           | Equipo                             | Tiempo          |
| 1.º | Matteo Trentin     | UAE Team Emirates                  | 4 h 49 min 29 s |
| 2.º | Hugo Hofstetter    | Arkéa-Samsic                       | + 0 s           |
| 3.º | Dries De Bondt     | Alpecin-Fenix                      | + 0 s           |
| 4.º | Stan Dewulf        | AG2R Citroën Team                  | + 0 s           |
| 5.º | Loïc Vliegen       | Intermarché-Wanty-Gobert Matériaux | + 0 s           |
| 6.º | Victor Campenaerts | Lotto-Soudal                       | + 0 s           |
| 7.º | Dries Van Gestel   | TotalEnergies                      | + 0 s           |
| 8.º | Bert Van Lerberghe | Quick-Step Alpha Vinyl             | + 0 s           |
| 9.º | Rasmus Tiller      | Uno-X Pro Cycling Team             | + 4 s           |
| 10.º | Arnaud De Lie      | Lotto-Soudal                       | + 4 s           |

## UCI World Ranking
Le Samyn otorgó puntos para el UCI World Ranking para corredores de los equipos en las categorías UCI WorldTeam, UCI ProTeam y Continental. Las siguientes tablas son el baremo de puntuación y los diez corredores que obtuvieron más puntos:
| Posición   | 1.º | 2.º | 3.º | 4.º | 5.º | 6.º | 7.º | 8.º | 9.º | 10.º | 11.º | 12.º | 13.º-15.º | 16.º-25.º |
| Puntuación | 125 | 85  | 70  | 60  | 50  | 40  | 35  | 30  | 25  | 20   | 15   | 10   | 5         | 3         |

| Clasificación |                    |                                    |        |
| Posición      | Ciclista           | Equipo                             | Puntos |
| ------------- | ------------------ | ---------------------------------- | ------ |
| 1.º           | Matteo Trentin     | UAE Emirates                       | 125    |
| 2.º           | Hugo Hofstetter    | Arkéa Samsic                       | 85     |
| 3.º           | Dries De Bondt     | Alpecin-Fenix                      | 70     |
| 4.º           | Stan Dewulf        | AG2R Citroën                       | 60     |
| 5.º           | Loïc Vliegen       | Intermarché-Wanty-Gobert Matériaux | 50     |
| 6.º           | Victor Campenaerts | Lotto Soudal                       | 40     |
| 7.º           | Dries Van Gestel   | TotalEnergies                      | 35     |
| 8.º           | Bert Van Lerberghe | Quick-Step Alpha Vinyl             | 30     |
| 9.º           | Rasmus Tiller      | Uno-X                              | 25     |
| 10.º          | Arnaud De Lie      | Lotto Soudal                       | 20     |